# パラ水泳
パラ水泳（パラすいえい、パラアクアティクス）は、競泳における障害者スポーツ。パラ競泳とも。

## 分類
身体障がいは1–10、視覚障がいは11–13、知的障がいは14。

## 種目
種目はSが自由形・背泳ぎ・バタフライ、SBが平泳ぎを表し、SMは個人メドレーとなる。